# Catalogo degli affreschi del Gabinetto Segreto
Il catalogo degli affreschi del Gabinetto Segreto riporta le opere pittoriche custodite all'interno del Gabinetto Segreto, ubicato nel Museo archeologico nazionale di Napoli, a Napoli.

## Opere
| Foto | Titolo                                                                                 | Provenienza                             | Sala   | Nº di inventario |
| ---- | -------------------------------------------------------------------------------------- | --------------------------------------- | ------ | ---------------- |
|      | Apollo e Dafne                                                                         | Casa di Marco Lucrezio Frontone Pompei  | Sala 1 | 9536             |
|      | Ermafrodito                                                                            | Ercolano                                | Sala 1 | 9224             |
|      | Tre Grazie                                                                             | Casa di Titus Dentatius Panthera Pompei | Sala 1 | 9236             |
|      | Leda e il cigno                                                                        | Ercolano                                | Sala 1 | 27695            |
|      | Satiro che abbraccia una Menade                                                        | Casa di Lucio Cecilio Giocondo Pompei   | Sala 1 | 110590           |
|      | Marte e Venere                                                                         | Casa di Meleagro Pompei                 | Sala 1 | 9250             |
|      | Caricatura di Enea, Anchise e Ascanio in fuga da Troia                                 | Pompei                                  | Sala 1 | 9089             |
|      | Amori di Polifemo e Galatea                                                            | Casa dei Capitelli Colorati Pompei      | Sala 1 | 27687            |
|      | Satiro che sorprende una Menade                                                        | Pompei                                  | Sala 1 | 27693            |
|      | Pan ed Ermafrodito                                                                     | Casa dei Dioscuri Pompei                | Sala 1 | 27700            |
|      | Satiro che abbraccia una Ninfa                                                         | Casa degli Epigrammi Pompei             | Sala 1 | 27705            |
|      | Vecchio Satiro ed Ermafrodito                                                          | Casa di Epidio Sabino Pompei            | Sala 1 | 27875            |
|      | Satiro ed Ermafrodito                                                                  | Ercolano                                | Sala 1 | 27701            |
|      | Satiro che tenta di congiungere ad Ermafrodito                                         | Pompei                                  | Sala 1 | 110878           |
|      | Satiro e Menade                                                                        | Ercolano                                | Sala 1 | 27699            |
|      | Vignetta a fondo rosso con Satiro e ninfa                                              | Pompei                                  | Sala 1 | 27685            |
|      | Pittura di letto triclinare con scene di pigmei                                        | Casa del Medico Pompei                  | Sala 2 | 113196           |
|      | Quadretto nilotico                                                                     | Pompei                                  | Sala 2 | 27698            |
|      | Quadretto nilotico                                                                     | Pompei                                  | Sala 2 | 27702            |
| -    | Vignette a fondo rosso con Pan e capri                                                 | Ercolano                                | Sala 2 | 9162 a           |
| -    | Vignette a fondo rosso con Pan e capri                                                 | Ercolano                                | Sala 2 | 9162 b           |
|      | Venere in conchiglia ed erote                                                          | Pompei                                  | Sala 2 | -                |
| -    | Quadretto con scena erotica                                                            | Lupanare Pompei                         | Sala 3 | 27694            |
|      | Quadretto con scena erotica                                                            | Lupanare Pompei                         | Sala 3 | 27684            |
|      | Quadretto erotico                                                                      | Lupanare Pompei                         | Sala 3 | 27690            |
|      | Quadretto con scena erotica                                                            | Lupanare Pompei                         | Sala 3 | -                |
|      | Quadretto erotico                                                                      | Lupanare Pompei                         | Sala 3 | 27689            |
| -    | Donna giacente e uomo in piedi                                                         | Pompei                                  | Sala 3 | 27706            |
|      | Scena erotica                                                                          | Casa di Lucio Cecilio Giocondo Pompei   | Sala 3 | 110569           |
| -    | Quadretto erotico                                                                      | Pompei                                  | Sala 3 | 27686            |
|      | Quadretto erotico                                                                      | Pompei                                  | Sala 3 | 27696            |
|      | Scena erotica                                                                          | Pompei                                  | Sala 3 | 27697            |
|      | Asino, incoronato dalla dea Vittoria, che penetra un leone/Combattimento di gladiatori | Pompei                                  | Sala 4 | 27683            |
|      | Mercurio che avanza                                                                    | Pompei                                  | Sala 4 | -                |